# Funzione subadditiva
In matematica, una funzione subadditiva è una funzione {\displaystyle f:A\to B}, con dominio {\displaystyle A} e codominio {\displaystyle B} chiusi rispetto all'addizione tale che valga la seguente proprietà:
{\displaystyle \forall x,y\in A,\quad f(x+y)\leq f(x)+f(y)\,\!.}
La definizione può essere data in generale per {\displaystyle A} e {\displaystyle B} semigruppi, con l'ipotesi che {\displaystyle B} sia un insieme ordinato.
Un esempio è la funzione radice quadrata, con dominio e codominio i numeri reali non negativi, infatti {\displaystyle \forall x,y\geq 0} vale:
{\displaystyle {\sqrt {x+y}}\leq {\sqrt {x}}+{\sqrt {y}}.}
Una successione {\displaystyle \left\{a_{n}\right\},n\geq 1} è detta subadditiva se soddisfa la disuguaglianza
{\displaystyle a_{n+m}\leq a_{n}+a_{m}}
per ogni {\displaystyle m} e {\displaystyle n}. L'importanza delle sequenze subadditive è data dal seguente lemma dovuto a Michael Fekete.
Lemma:  Per ogni successione subadditiva {\displaystyle {\left\{a_{n}\right\}}_{n=1}^{\infty }}, il limite {\displaystyle \lim _{n\to \infty }{\frac {a_{n}}{n}}}   esiste ed è uguale a   {\displaystyle \inf {\frac {a_{n}}{n}}\,\!.}   (Il limite può essere {\displaystyle -\infty \,\!.})